# Читлук (Љубовија)
Читлук је насеље у Србији у општини Љубовија у Мачванском округу. Према попису из 2022. било је 770 становника.
Овде се налази Манастир Читлук.

## Демографија
У насељу Читлук живи 719 пунолетних становника, а просечна старост становништва износи 36,6 година (35,6 код мушкараца и 37,5 код жена). У насељу има 281 домаћинство, а просечан број чланова по домаћинству је 3,34.
Ово насеље је великим делом насељено Србима (према попису из 2002. године), а у последња три пописа, примећен је пораст у броју становника.
|  |

| Демографија | Демографија | Демографија |
| Година      | Становника  | Становника  |
| ----------- | ----------- | ----------- |
| 1948.       | 631         |             |
| 1953.       | 679         |             |
| 1961.       | 637         |             |
| 1971.       | 669         |             |
| 1981.       | 530         |             |
| 1991.       | 858         | 841         |
| 2002.       | 941         | 953         |

| Етнички састав према попису из 2002.‍ | Етнички састав према попису из 2002.‍ | Етнички састав према попису из 2002.‍ | Етнички састав према попису из 2002.‍ | Етнички састав према попису из 2002.‍ |
| ------------------------------------ | ------------------------------------ | ------------------------------------ | ------------------------------------ | ------------------------------------ |
|                                      |                                      |                                      |                                      |                                      |
| Срби                                 | Срби                                 |                                      | 937                                  | 99,57%                               |
| Хрвати                               | Хрвати                               |                                      | 2                                    | 0,21%                                |
| Словаци                              | Словаци                              |                                      | 1                                    | 0,10%                                |
| непознато                            | непознато                            |                                      | 0                                    | 0,0%                                 |

| Година пописа     | 1948. | 1953. | 1961. | 1971. | 1981. | 1991. | 2002. |
| ----------------- | ----- | ----- | ----- | ----- | ----- | ----- | ----- |
| Број домаћинстава | 92    | 100   | 107   | 150   | 131   | 246   | 281   |

| Број чланова      | 1  | 2  | 3  | 4  | 5  | 6  | 7  | 8 | 9 | 10 и више | Просек |
| ----------------- | -- | -- | -- | -- | -- | -- | -- | - | - | --------- | ------ |
| Број домаћинстава | 41 | 51 | 50 | 89 | 25 | 13 | 10 | 1 | 1 | 0         | 3,34   |

| Пол    | Укупно | Неожењен/Неудата | Ожењен/Удата | Удовац/Удовица | Разведен/Разведена | Непознато |
| ------ | ------ | ---------------- | ------------ | -------------- | ------------------ | --------- |
| Мушки  | 377    | 122              | 238          | 10             | 7                  | 0         |
| Женски | 391    | 77               | 244          | 62             | 7                  | 1         |
| УКУПНО | 768    | 199              | 482          | 72             | 14                 | 1         |

| Пол    | Укупно                    | Пољопривреда, лов и шумарство | Рибарство                            | Вађење руде и камена | Прерађивачка индустрија       |
| ------ | ------------------------- | ----------------------------- | ------------------------------------ | -------------------- | ----------------------------- |
| Мушки  | 204                       | 30                            | 0                                    | 22                   | 51                            |
| Женски | 110                       | 20                            | 1                                    | 3                    | 24                            |
| УКУПНО | 314                       | 50                            | 1                                    | 25                   | 75                            |
| Пол    | Производња и снабдевање   | Грађевинарство                | Трговина                             | Хотели и ресторани   | Саобраћај, складиштење и везе |
| Мушки  | 7                         | 19                            | 16                                   | 7                    | 28                            |
| Женски | 1                         | 4                             | 26                                   | 2                    | 2                             |
| УКУПНО | 8                         | 23                            | 42                                   | 9                    | 30                            |
| Пол    | Финансијско посредовање   | Некретнине                    | Државна управа и одбрана             | Образовање           | Здравствени и социјални рад   |
| Мушки  | 0                         | 3                             | 9                                    | 4                    | 2                             |
| Женски | 1                         | 0                             | 4                                    | 5                    | 14                            |
| УКУПНО | 1                         | 3                             | 13                                   | 9                    | 16                            |
| Пол    | Остале услужне активности | Приватна домаћинства          | Екстериторијалне организације и тела | Непознато            | Непознато                     |
| Мушки  | 2                         | 0                             | 0                                    | 4                    | 4                             |
| Женски | 2                         | 0                             | 0                                    | 1                    | 1                             |
| УКУПНО | 4                         | 0                             | 0                                    | 5                    | 5                             |